# Pat Durham
Patrick Wayne Durham, más conocido como Pat Durham (nacido el 10 de marzo de 1967 en Dallas, Texas) es un exjugador de baloncesto estadounidense. Con 2.01 de estatura, su puesto natural en la cancha era el de alero.

## Trayectoria
- Wilmer-Hutchins High School
- Universidad de Colorado State (1985-1989)
- Rapid City Thrillers (1989-1990)
- CB Sevilla (1990)
- Cedar Rapids S. Bullets (1990-1991)
- Bellinzona Basket (1991-1992)
- Olimpia Venado Tuerto (1992)
- La Crosse Catbirds (1992)
- Fargo-Moorhead Fever (1992-1993)
- Golden State Warriors (1993)
- Olimpia Venado Tuerto (1993)
- Saski Baskonia (1993-1994)
- Pau-Orthez (1994)
- Rapid City Thrillers (1994)
- Minnesota Timberwolves (1994-1995)
- SLUC Nancy (1999-2001)
- Valencia Basket (2001)
- Apollon Patras (2001-2002)
- Strasbourg IG (2002)
- Le Havre (2002-2006)